# Relance Mauroy
La relance Mauroy est le nom donné au plan de relance mis en place par le Premier ministre Pierre Mauroy en 1981, peu après la victoire de François Mitterrand à l'élection présidentielle de 1981. Elle devait soutenir l'activité économique française, qui, depuis le premier choc pétrolier, subissait un ralentissement et un accroissement du chômage. Lourd pour les finances publiques françaises, le plan Mauroy permet de doubler le taux de croissance du PIB, mais ne produit pas d'effets durables.

## Contexte
Après la Seconde Guerre mondiale, les travaux et la pensée keynésiens dominent la pensée économique des pays développés. Dans les conceptions keynésiennes, l'État occupe une place centrale dans l'économie. En particulier, via le principe du multiplicateur d'investissement, l'État est vu comme devant relancer la production lorsque celle-ci faiblit.
Alors que la France est comme les autres pays développés, embourbée dans la « stagflation », François Mitterrand, avait fait une campagne très à gauche : les classes populaires, qui ont voté majoritairement pour lui, attendent du nouveau pouvoir une diminution du chômage et une hausse du pouvoir d'achat. 
Le gouvernement Mauroy décide de répliquer la relance Chirac, dans des proportions similaires à la relance Barre. 

## Plan de relance
Le plan pèse, entre 1981 et 1982, entre 1,35% et 1,70% du PIB. Il est donc moins lourd pour les finances publiques françaises que la relance Chirac.
Ce plan comportait notamment une hausse de 25 % des minimums sociaux, une hausse de 8 % du SMIC, la mise en place de la 5e semaine de congés payés, et la retraite à 60 ans. 169 000 fonctionnaires ont également été embauchés, et de nombreuses firmes françaises se sont fait nationaliser.
| Poste de dépense                                                       | Poste de dépense                                                       | 1981          | 1981                         | 1982          | 1982                         | Total         | Total                        |
| Poste de dépense                                                       | Poste de dépense                                                       | Montant total | Dont coût budgétaire ex ante | Montant total | Dont coût budgétaire ex ante | Montant total | Dont coût budgétaire ex ante |
| ---------------------------------------------------------------------- | ---------------------------------------------------------------------- | ------------- | ---------------------------- | ------------- | ---------------------------- | ------------- | ---------------------------- |
| Hausse du pouvoir d'achat du SMIC                                      | Hausse du pouvoir d'achat du SMIC                                      | 2,5           | 2,5                          | 6,0           | 1,0                          | 8,5           | 3,5                          |
| Mesures sociales                                                       | Prestations aux familles                                               | 3             | 0,3                          | 10            | 1,5                          | 13,0          | 1,8                          |
| Mesures sociales                                                       | Prestations aux retraités                                              | 2,3           | 2,3                          | 10,05         | 7,0                          | 12,8          | 9,3                          |
| Mesures sociales                                                       | Autres (agriculture...)                                                | 1             | 1                            | 3,5           | 3,5                          | 4,5           | 4,5                          |
| Mesure en faveur de l'emploi et de l'investissement                    | Mesure en faveur de l'emploi et de l'investissement                    | 4,8           | 5,6                          | 36,3          | 32,5                         | 42,1          | 38                           |
| Augmentation des impôts et des cotisations sociales (recettes)         | Augmentation des impôts et des cotisations sociales (recettes)         | 6,9           | 6,3                          | 21,3          | 8,7                          | 28,2          | 15,0                         |
| Différence dépenses - recettes (en % du PIB)                           | Différence dépenses - recettes (en % du PIB)                           | 0,25          | 0,17                         | 1,45          | 1,18                         | 1,70          | 1,35                         |
| Différence dépenses - recettes en valeur absolue (milliards de francs) | Différence dépenses - recettes en valeur absolue (milliards de francs) | 7,7           | 5,4                          | 45,0          | 36,8                         | 52,7          | 42,2                         |

## Conséquences
S'agissant d'une relance isolée, elle creuse les déficits extérieurs et force le gouvernement d'alors à changer radicalement de politique économique et de prendre le « tournant de la rigueur ». L'échec de la relance Mauroy entame durablement la croyance en la capacité des politiques de relance budgétaire à améliorer durablement la croissance en dehors des situations de crise économique.